# Mirror Mirror (canción de Diana Ross)
«Mirror Mirror» (en español: «Espejo, espejo») es una canción de estilo rock grabada por la cantante estadounidense Diana Ross, y lanzada como un sencillo en 1981 por el sello RCA.

## Características
La canción, escrita por Dennis Matkosky y Michael Sembello, y producida por Ross, fue el segundo sencillo del álbum Why Do Fools Fall in Love. La canción habla de un amor perdido de la cantante y preguntándose deliberadamente (mientras se mira en el espejo) porqué dejó que el amor "cayera" en separación. Fue una toma de la clásica historia de Blancanieves de la escena "espejito, espejito". El solo de guitarra fue hecho por Ray Chew.
«Mirror Mirror» se convirtió en un éxito para Ross, alcanzando el número 8 en el Billboard Hot 100, y el segundo en el R&B/Hip-Hop Songs, y el segundo sencillo del álbum que fue certificado disco de oro. Se convirtió en su segundo éxito Top 10 después de dejar al sello Motown unos años antes.

## Listas musicales
| Lista musical (1983)            | Posición más alta |
| ------------------------------- | ----------------- |
| Billboard Hot Dance Club Play   | 14                |
| Billboard Hot 100               | 8                 |
| Billboard Hot R&B/Hip-Hop Songs | 2                 |